# Radek Petr
Radek Petr (n. República Checa, 24 de febrero de 1987) es un futbolista checo. Juega de portero y su primer equipo fue Banik Ostrava.

## Biografía
Petr comenzó su carrera en el club ciudad natal Baník Ostrava. En agosto de 2007, firmó un contrato de 4 años con la Serie A con el Parma FC. Tras el descenso del Parma fue cedido para jugar la Lega Pro Prima Divisione con Pro Patria Calcio donde solo jugó dos partidos. En enero de 2009 fue cedido al K.A.S. Eupen. En julio de 2009 se amplió su préstamo y se dio una opción de compra en el 2010.

## Carrera internacional
Petr fue el primer arquero de la selección sub-20 de República Checa en la Copa Mundial Sub-20 en 2007 (realizada en Canadá) 
También fue arquero de la selección sub-19 en 2006 en el Campeonato Europeo de la UEFA Sub-19 de 2006 donde la Selección de fútbol de República Checa pierde en semifinales ante Escocia